# 奧湖鱒
奧湖鱒，為輻鰭魚綱鮭形目鮭科的一種，被IUCN列為次級保育類動物。

## 分布
本魚分布於歐洲馬其頓及阿爾巴尼亞。

## 特徵
本魚體呈紡錘狀，略側扁，體呈銀色，背部顏色較深，體側具有黑色小斑點，各鰭略呈褐色，側線明顯，側線鱗片100至114枚，尾鰭呈叉形，體長可達33.6公分。

## 生態
本魚棲息在湖泊，屬肉食性，吃底棲無脊椎動物，浮游動物與仔魚，產卵為每年12月到次年2月。

## 經濟利用
為食用魚及養殖魚類，由於過度捕撈及外來種的入侵，導致族群減少。